# Peter Dvorský
Peter Dvorský (ur. 25 września 1951 w Partizánskem) – słowacki śpiewak operowy, tenor.

## Życiorys
W latach 1967–1973 studiował u Idy Černeckiej w konserwatorium w Bratysławie. Na scenie operowej zadebiutował w 1972 roku w Słowackim Teatrze Narodowym jako Leński w Eugeniuszu Onieginie Piotra Czajkowskiego. Zdobył V nagrodę na Międzynarodowym Konkursie Muzycznym im. Piotra Czajkowskiego w Moskwie (1974) oraz II nagrodę na Międzynarodowym Konkursie Muzycznym w Genewie (1975). W 1976 roku został przyjęty na staż do mediolańskiej La Scali i wystąpił w Busseto jako Książę Mantui w Rigoletcie. W 1977 roku rolą Śpiewaka w Kawalerze srebrnej róży Richarda Straussa debiutował w Operze Wiedeńskiej, która w 1986 roku przyznała mu tytuł Kammersänger. W kolejnych latach pojawił się w nowojorskiej Metropolitan Opera (1977, jako Alfred Germont w Traviacie), londyńskim Covent Garden Theatre (1978, jako Książę Mantui w Rigoletcie) i mediolańskiej La Scali (1979, jako Rudolf w Cyganerii Pucciniego). W 1981 roku wspólnie z zespołem La Scali odbył tournée po Japonii. Gościnnie występował m.in. w moskiewskim Teatrze Bolszoj i Teatro Colón w Buenos Aires. W 1989 roku wystąpił na festiwalu w Salzburgu jako Cavaradossi w Tosce, a w 1992 roku na festiwalu Maggio Musicale Fiorentino jako Don Alvaro w Mocy przeznaczenia.
W jego repertuarze znajdowały się partie tenorowe z oper kompozytorów włoskich i francuskich (Gaetano Donizetti, Giuseppe Verdi, Giacomo Puccini, Jules Massenet), a także czeskich i słowackich (Leoš Janáček, Bedřich Smetana, Eugen Suchoň). Dokonał nagrań płytowych dla wytwórni Decca, Naxos i Opus.

## Nagrody i odznaczenia
- W 2000 roku otrzymał Krištáľové krídlo[4]
- Odznaczony został czeskim Medalem za Zasługi I stopnia (2003)[5] oraz słowackim Krzyżem Pribiny I Klasy (2013)[6].